# Zaoziorka
Zaoziorka (ros. Заозёрка) – wieś (sieło) w Rosji, w Kraju Krasnojarskim, w rejonie abańskim. W 2021 liczyła 92 mieszkańców.